# Ololygon machadoi
Ololygon machadoi é uma espécie de anfíbio da família Hylidae. Endêmica do Brasil, onde pode ser encontrada na Serra do Espinhaço, Serra do Cipó e Serra do Caraça no estado de Minas Gerais.